# Henry L. Mencken

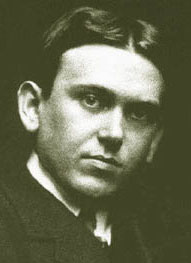
Henry L. Mencken

Henry Louis Mencken, im Amerikanischen meist H. L. Mencken (* 12. September 1880 in Baltimore, Maryland; † 29. Januar 1956 ebenda), war ein US-amerikanischer Schriftsteller und Journalist, Literaturkritiker, Kolumnist, Satiriker und Kulturkritiker. Am bekanntesten sind heute das Werk Die amerikanische Sprache und seine satirischen Reportagen vom Affenprozess, der 1925 in Dayton/Tennessee stattfand.

## Leben
Mencken war der Sohn des deutsch-amerikanischen Zigarrenfabrikanten August Mencken. Er entwickelte als Autodidakt außerordentliche schriftstellerische Fähigkeiten und gehörte neben Dorothy Parker und Walter Lippmann zu den bedeutendsten Journalisten der USA in der ersten Hälfte des 20. Jahrhunderts. Bereits in den 1920er Jahren galt er dort als einer der einflussreichsten Literaturkritiker.
Er arbeitete zunächst widerwillig im väterlichen Betrieb und begann 1899, sofort nach dem Tod seines Vaters, eine Laufbahn als Journalist und Schriftsteller. 1906 ging er als politischer Kolumnist zur Baltimore Sun. 1908 war er Mitherausgeber und Autor der Zeitschrift The Smart Set, die bis 1923 erschien. 1920 gründete er zusammen mit George Jean Nathan das Pulp-Magazin Black Mask, um damit zumindest teilweise die Herausgabe des Smart Set zu finanzieren; sie verkauften Black Mask jedoch bereits 1922. 1924 gründete er mit Nathan das Magazin The American Mercury, das bald landesweite Bedeutung erlangte. Wegen der beiden Weltkriege des 20. Jahrhunderts ergaben sich für ihn nach eigenem Bekunden einzig zwischen 1925 und 1940 relativ unbehinderte Publikationsmöglichkeiten.
Mencken gehörte 1929 (neben Benedetto Croce, John Galsworthy, Maxim Gorki, Selma Lagerlöf, Henri Lichtenberger, Romain Rolland, Felix Timmermans, Armando Palacio Valdes, Rabindranath Tagore, Theodore Dreiser und Upton Sinclair) als Vertreter des Auslandes dem Ehrenausschuss für ein „würdiges“ Heine-Denkmal an, das die Stadt Düsseldorf „ihrem großen Sohn“ damals „in ihren Mauern“ errichten wollte.
Mencken rühmte sich seiner deutschen Abkunft und wurde wegen seiner Sympathien, die er in beiden Weltkriegen für Deutschland äußerte, heftig angegriffen. Wolf Lepenies urteilte: „Mencken war kein Nazi, aber er spielte die Untaten der Nazis mit fataler Leichtfertigkeit herunter … Viele seiner Leser mochten nicht, was er schrieb, aber fast jeder war voller Bewunderung darüber, wie er schrieb.“
1948 erlitt er einen Schlaganfall, der ihn bis zu seinem Tod 1956 schriftstellerisch verstummen ließ.

## Werk
Mencken war Verteidiger der Freiheit und der Bürgerrechte und ein Gegner des angelsächsischen Puritanismus. Seine Grundansichten – u. a. von Friedrich Nietzsche beeinflusst, dessen Buch Der Antichrist er übersetzte – galten als libertär, bisweilen auch als elitär.
Aufgrund der auf den Hurra-Patriotismus des Ersten Weltkrieges und die ausgeweiteten staatlichen Repressionen (Palmer Raids) folgenden Proteste in den USA erlangte seine Satire in den 1920er Jahren ihren publizistischen Höhepunkt. Der kritische Blick, mit dem Mencken die amerikanischen Lebensumstände betrachtete, war stark durch seine familiären deutschen Wurzeln beeinflusst. Er war entfernt mit Otto von Bismarck verwandt.
Mencken kritisierte in seinen in die Tausende gehenden Zeitungskolumnen und in zahlreichen Büchern mit scharfer Zunge die Wertvorstellungen der amerikanischen Bourgeoisie (die er „booboisie“ nannte), die Kirchen und die staatlichen Einrichtungen und war über Jahrzehnte einer der meistgelesenen Autoren der USA.
Mit seinem Werk The American Language hat er für das Amerikanische eine Leistung vollbracht, die der von Samuel Johnson für das Englische nicht nachsteht – er hat es als eigenständige Sprache fixiert. 1936 prognostizierte er, dass man das Englische bald als einen Dialekt des Amerikanischen ansehen würde, so wie dieses einst als englischer Dialekt galt.
Erst 1989 wurde sein letztes Werk veröffentlicht, sein Tagebuch von 1930–1948. Mencken hatte es zu Lebzeiten der Enoch Pratt Free Library in Baltimore mit der Bestimmung vermacht, dass es erst 25 Jahre nach seinem Tod der Öffentlichkeit zugänglich gemacht werden dürfe, um die noch lebenden im Tagebuch erwähnten Freunde und Antagonisten durch seine teilweise schockierenden Tiraden nicht zu verletzen. Da 1981 immer noch einige der von Mencken im Tagebuch bedachten Personen lebten, hatte die Pratt Library längere Zeit Bedenken, es veröffentlichen zu lassen, bis es dann letztendlich 1989 erschien. Das Erscheinen des Tagebuchs erregte größeres Aufsehen, weil es auch einige antisemitische und rassistische Passagen enthielt.

## Posthum
Das Kultur- und Literaturmagazin Perlentaucher urteilt: „Henry Louis Mencken […] war wahrscheinlich der einflussreichste amerikanische Kritiker der ersten Hälfte des 20ten Jahrhunderts. Als scharfer Satiriker und verwegener Prosa-Stil-Schriftsteller erfreute er sich seines größten Ruhmes und Einflusses in den 20er Jahren während seiner Zeit als Redakteur des ‚Smart Set‘ (1914–24) und des ‚American Mercury‘ (1924–33).“
Während der Wahlkampagne von Donald Trump zum US-Präsidenten 2016 wurde eine Aussage Menckens aus dem Jahr 1920 zitiert und verbreitete sich weltweit: “...alle Chancen sind auf Seiten des Mannes, der eigentlich der Abwegigste und Mittelmäßigste ist - der die Vorstellung, dass sein Geist ein virtuelles Vakuum [sic, die korrekte Übersetzung wäre: "regelrechtes Vakuum"] sei, am talentiertesten zerstreuen kann. Das Präsidentenamt neigt Jahr um Jahr mehr zu solchen Männern. Mit der Vervollkommnung der Demokratie widerspiegelt dieses Amt mehr und mehr die innere Seele des Volkes. Wir bewegen uns auf ein erhabenes Ideal zu. Eines großen und glorreichen Tages wird der Herzenswunsch der schlichten Leute endlich erfüllt und das Weiße Haus mit einem geradezu Debilen geschmückt sein.”

## Schriften
Englisch
- The Philosophy of Friedrich Nietzsche (1907)
- In Defense of Women (1917)
- A Neglected Anniversary (1917)
- Prejudices, in six series (1919–1927)
- The American Language (1919)
- Notes on Democracy (1926)
- Autobiographisch:
  - Happy Days 1880–1892 (1940)
  - Newspaper Days 1899–1906 (1941)
  - Heathen Days 1890–1936 (1943)

Deutsch
- Die Verteidigung der Frau. Übertragen von Franz Blei. Georg Müller, München 1923
- Die Amerikanische Sprache. Heinrich Spies, B. G. Teubner, Leipzig 1927 (Springer Fachmedien, Wiesbaden)
- Demokratenspiegel. Widerstandsverlag, Berlin 1930
- Gesammelte Vorurteile. Insel Verlag, Frankfurt am Main 2000
- Ausgewählte Werke in 3 Bänden. Hrsg. von Helmut Winter. Manuscriptum, Waltrop 1999–2002
  - Band 1: Kulturkritische Schriften 1918–1926 (Die Verteidigung der Frau / Das amerikanische Credo (Vorrede)/Demokratenspiegel)
  - Band 2: Autobiographisches 1930–1948 (Autobiographisches Erzählen / Tagebuch 1930–1948/Deutschland 1938. Ein Reisebericht)
  - Band 3: Kommentare und Kolumnen 1909–1935 (Was es heißt, Amerikaner zu sein/Wie eine amerikanische Nationalliteratur aussehen könnte/Wie man Vorurteile plausibel macht / „Unheilbar deutsch“ / Irritationen)